# Portada/article març 15

## Vaga general espanyola de 2010
La vaga general espanyola de 2010 (també coneguda com del 29-S) estigué convocada per al dimecres dia 29 de setembre pels principals sindicats (CCOO, UGT, USO i Intersindical), menys els del País Basc i Navarra. Aquesta vaga, de 24 hores de durada, anà en contra de la Reforma laboral del 2010, promoguda pel govern socialista de José Luis Rodríguez Zapatero i aprovada en el Congrés dels Diputats el 9 de setembre del 2010 (entrà en vigor el 19 de setembre del 2010), i contra la Reforma del sistema públic de pensions anunciada pel govern espanyol. A la convocatòria també s'hi van unir altres sindicats, com la CGT o la USO; i diverses organitzacions i associacions nacionals i internacionals.